# 中郡村 (静岡県)
中郡村（なかごおりむら）は静岡県の西部、長上郡・浜名郡に属していた村である。現在の浜松市中央区北東部にあたる。
本項では発足時の名称である万斛村（まんごくむら）についても記す。

## 歴史
- 1889年（明治22年）4月1日 - 町村制の施行により上前島村、万斛村、漆島村、橋爪村、西ヶ崎村、下大瀬村、上大瀬村が合併して長上郡万斛村が発足。
- 1891年（明治24年）6月12日 - 万斛村が中郡村に改称。
- 1896年（明治29年）4月1日 - 郡制の施行により所属郡が浜名郡に変更。
- 1908年（明治41年）1月1日 - 有玉村および小野田村の一部（半田）が合併して積志村が発足。同日中郡村廃止。
- 1957年（昭和32年）10月1日 - 積志村が浜松市に編入。
- 2007年（平成19年）4月1日 - 浜松市が政令指定都市に移行し、旧村域は東区の所属となる。
- 2024年（令和6年）1月1日 - 浜松市の行政区再編に伴い、旧村域が中央区となる。

## 交通

### 鉄道路線
現在は遠州鉄道鉄道線さぎの宮駅、積志駅、遠州西ヶ崎駅が所在するが、当時は未開業（本村廃止翌年の1909年にそれぞれ共同駅、松木駅、西ヶ崎駅として開業）。